# カオラック県
カオラック県（カオラックけん、Département de Kaolack）は、セネガル西部カオラック州北西部にある県。カオラック、ガンジャイ、カオン、ンドファンの4市とクンバル郡、ンジェジェング郡、シバソール郡からなる。